# Ottomar Stein

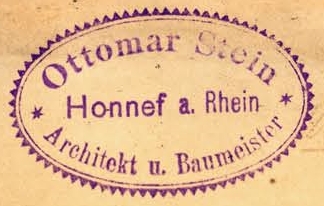
Siegel des Architekten (1911)

Ottomar Stein (* 21. August 1867 in Lichtenstein/Sa.; † 15. März 1958 in Königstein im Taunus) war ein deutscher Architekt und Baumeister.
Stein kam aus Dortmund, als er 1898 nach Honnef zog. Dort führte er, zeitweilig gemeinsam mit dem Architekten J. F. Happ, ein Architekturbüro und fertigte in der aufstrebenden Kurstadt von 1898 bis 1913 die Entwürfe für insgesamt 32 Gebäude (darunter einige Villen) aus, für die er zum Teil auch als Bauherr auftrat. Zu seinen wichtigsten Projekten gehören die unter seiner Bauleitung entstandene Inselbrücke Grafenwerth und die zwischen 1905 und 1911 errichteten Landschaftsarchitekturen am Wintermühlenhof bei Königswinter. Zahlreiche der von Stein entworfenen Bauten sind geschützte Baudenkmäler.

## Bauten
| Bauzeit   | Gemeinde Ortsteil                     | Adresse                          | Bild           | Objekt                                                                                     | Maßnahme                                                 | Anmerkungen                                     |
| --------- | ------------------------------------- | -------------------------------- | -------------- | ------------------------------------------------------------------------------------------ | -------------------------------------------------------- | ----------------------------------------------- |
| 1896–1897 | Bad Honnef                            | Bergstraße 110–115 Lage          | weitere Bilder | Lungenheilstätte Hohenhonnef: Villen für den Chefarzt und den Direktor der Heilanstalt:105 | Neubau                                                   | Denkmalschutz                                   |
| 1898      | Bad Honnef                            | Reichenberger Straße 48 Lage     |                | Villa                                                                                      | Neubau (Bauherr: Ottomar Stein):136                      | Denkmalschutz                                   |
| 1899      | Bad Honnef                            | Mülheimer Straße 5 Lage          |                | Wohnhaus                                                                                   | Neubau:135                                               |                                                 |
| 1899–1900 | Bad Honnef                            | Luisenstraße 13 Lage             | weitere Bilder | Evangelische Pfarrkirche                                                                   | Neubau (mit Ludwig Hofmann)                              | heute „Erlöserkirche“; Denkmalschutz            |
| 1900      | Königswinter                          | Grabenstraße 10 Lage             |                | Evgl. Pfarrkirche: Orgelempore:194                                                         | Planung und Ausführung                                   |                                                 |
| 1900      | Bad Honnef                            | Linzer Straße 1 Lage             |                | Wohnhaus                                                                                   | Neubau:131                                               |                                                 |
| 1900      | Bad Honnef                            | Linzer Straße 1a Lage            |                | Wohnhaus                                                                                   | Neubau:131                                               |                                                 |
| 1900      | Bad Honnef                            | Rommersdorfer Straße 40 Lage     |                | Wohnhaus:139                                                                               | Neubau                                                   |                                                 |
| 1901      | Königswinter                          | Hauptstraße 489 Lage             | weitere Bilder | Villa                                                                                      | Neubau (Bauherr: Philipp II Barthels, Kommerzienrat):147 | in veränderter Form erhalten; Denkmalschutz     |
| 1901      | Bad Honnef                            | Linzer Straße                    |                | Profanierte evgl. Kapelle                                                                  | Umbau zur Synagoge:253–255                               | 1938 zerstört                                   |
| 1901      | Bad Honnef                            | Lage                             |                | Fuchshardtkapelle:247 u. Anm. 957                                                          | Entwurf für Turmanbau                                    | nicht ausgeführt                                |
| 1902      | Bad Honnef                            | Weyermannallee 6/8 Lage          | weitere Bilder | (Doppel)Villa                                                                              | Neubau (Bauherr: F. Kreymborg, Kaufmann):140             | Denkmalschutz                                   |
| 1902–1903 | Erpel                                 | Bahnhofstraße                    |                | Kellereianlage und Restaurationsräume des Erpeler Winzervereins                            | Neubau                                                   |                                                 |
| 1903      | Bad Honnef                            | Bahnhofstraße 2b Lage            |                | Wohnhaus                                                                                   | Neubau:122                                               | Denkmalschutz                                   |
| 1903      | Bad Honnef                            | Mülheimer Straße 15 Lage         |                | Villa                                                                                      | Neubau:135                                               | nach 1958 Kraftpoststelle bzw. „Alte Paketpost“ |
| 1903      | Bonn Ortsteil Godesberg-Villenviertel | Rheinallee 25b Lage              |                | Villa                                                                                      | Neubau                                                   | Denkmalschutz                                   |
| 1903      | Bad Honnef                            | Wilhelmstraße 8 Lage             |                | Wohnhaus                                                                                   | Neubau:141                                               |                                                 |
| 1905      | Bad Honnef                            | Frankenweg 44 Lage               | weitere Bilder | Villa                                                                                      | Neubau:126                                               | Denkmalschutz                                   |
| 1905–1911 | Königswinter                          | Wintermühlenhof Lage             | weitere Bilder | Wintermühlenhof: Landschaftspark und Einfriedung u. a. mit Tempel und Teehaus:175          | Neubau                                                   |                                                 |
| 1908      | Bad Honnef                            | Bismarckstraße 15 Lage           |                | Villa                                                                                      | Neubau (Bauherr: Wilhelm Girardet):124                   |                                                 |
| 1908      | Bad Honnef                            | Reichenberger Straße 22 Lage     |                | Villa                                                                                      | Neubau (Bauherr: Ottomar Stein):136                      | Denkmalschutz                                   |
| 1908      | Königswinter                          | Winzerstraße 7 Lage              | weitere Bilder | Turnhalle („Wilhelm-Auguste-Viktoria-Turnhalle“)                                           | Neubau (Bauherr: Ferdinand Mülhens)                      | erhalten; denkmalwert                           |
| 1909      | Bonn Ortsteil Rüngsdorf               | Rolandstraße 56 Lage             |                | Villa                                                                                      | Neubau                                                   | Denkmalschutz                                   |
| 1909      | Bad Honnef                            | Bismarckstraße 13 Lage           |                | Villa                                                                                      | Neubau (Bauherr: Wilhelm Girardet):124                   |                                                 |
| 1909      | Bad Honnef                            | Am Spitzenbach 9 Lage            |                | Wohnhaus („Villa Rheinheim“)                                                               | Neubau:122                                               |                                                 |
| 1910      | Bad Honnef                            | Frankenweg 58 Lage               |                | Wohnhaus                                                                                   | Neubau (Bauherr: K. Pommer, Regierungsrat):126           |                                                 |
| 1910–1911 | Königswinter                          | Winzerstraße 7 Lage              | weitere Bilder | Volkswohlgebäude („Wilhelm-Auguste-Viktoria-Haus“)                                         | Neubau (Bauherr: Ferdinand Mülhens):187                  | erhalten; denkmalwert                           |
| 1911–1912 | Bad Honnef                            | Lage                             | weitere Bilder | Inselbrücke Grafenwerth                                                                    | Neubau                                                   | Denkmalschutz                                   |
| 1912      | Bad Honnef                            | Frankenweg 2 Lage                | weitere Bilder | Villa                                                                                      | Neubau (Bauherr: Wilhelm Girardet):125                   | Denkmalschutz                                   |
| 1912      | Bad Honnef                            | Frankenweg 4 Lage                |                | Villa                                                                                      | Neubau (Bauherr: Wilhelm Girardet):125                   | Denkmalschutz                                   |
| 1912      | Bad Honnef                            | Austraße 5 Lage                  |                | Wohnhaus                                                                                   | Neubau (Bauherr: Jos. Rings, Möbelfabrikant):122         |                                                 |
| 1912      | Königswinter                          | Elsigerfeld 1 Lage               | weitere Bilder | Gut Elsigerfeld, Ausflugslokal („Milchhäuschen“)                                           | Neubau:132                                               | erhalten; denkmalwert                           |
| 1913      | Bad Honnef                            | Austraße 7 Lage                  |                | Wohnhaus                                                                                   | Neubau (Bauherr: Jos. Rings, Möbelfabrikant):122         |                                                 |
| 1913      | Bad Honnef                            | Drachenfelsstraße 2 Lage         | weitere Bilder | „Hotel Wolkenburg“                                                                         | Neubau:125                                               | Denkmalschutz                                   |
| 1913      | Mainz Ortsbezirk Gonsenheim           | Heidesheimer Straße 110/112 Lage | weitere Bilder | Villenkolonie Tannenheim: Doppelvilla im Landhausstil                                      | Neubau                                                   | Denkmalschutz                                   |

### Stein und Happ
| Bauzeit      | Gemeinde Ortsteil | Adresse                       | Bild           | Objekt                           | Maßnahme                                     | Anmerkungen   |
| ------------ | ----------------- | ----------------------------- | -------------- | -------------------------------- | -------------------------------------------- | ------------- |
| 1903–1904    | Bad Honnef        | Hauptstraße 42 Lage           | weitere Bilder | Hotel Dell „Zum Siebengebirge“   | Neubau (Bauherr: W. Dell, Hotelbesitzer):127 |               |
| 1904         | Bad Honnef        | Hauptstraße 40 Lage           | weitere Bilder | Wohn- und Geschäftshaus          | Neubau (Bauherr: K. Werber, Buchhändler):127 | Denkmalschutz |
| 1904         | Bad Honnef        | Rhöndorfer Straße 107 Lage    |                | Wohnhaus                         | Neubau:138                                   | Denkmalschutz |
| 1904         | Bad Honnef        | Rhöndorfer Straße 109 Lage    |                | Wohnhaus                         | Neubau:138                                   |               |
| 1904–1905    | Bad Honnef        | Bernhard-Klein-Straße 9 Lage  | weitere Bilder | Villa                            | Neubau (Bauherr: Ottomar Stein):124          | Denkmalschutz |
| 1904–1905    | Bad Honnef        | Bernhard-Klein-Straße 11 Lage | weitere Bilder | Villa                            | Neubau (Bauherr: Ottomar Stein):124          | Denkmalschutz |
| 1905         | Bad Honnef        | Bernhard-Klein-Straße 5 Lage  |                | Villa                            | Neubau (Bauherr: Ottomar Stein):124          | Denkmalschutz |
| 1905–1906    | Bad Honnef        | Hauptstraße 5 Lage            | weitere Bilder | Elly-Hölterhoff-Böcking-Stiftung | Neubau (Ausführung)                          | Denkmalschutz |
| 1906         | Bad Honnef        | Bernhard-Klein-Straße 3 Lage  | weitere Bilder | Villa                            | Neubau (Bauherr: J. F. Happ)                 | Denkmalschutz |
| 1906         | Bad Honnef        | Hauptstraße 27c Lage          | weitere Bilder | Villa                            | Neubau (Bauherr: F. Kreymborg, Kaufmann):127 | Denkmalschutz |
| um 1905–1906 | Königswinter      | Friedrichsallee 15 Lage       | weitere Bilder | Villa                            | Neubau:132                                   | Denkmalschutz |